# Crassulàcies
Les crassulàcies (Crassulaceae), són una família de plantes amb flors de l'ordre Saxifragales.

## Característiques
Són plantes crasses o suculentes que emmagatzemen aigua en les seves fulles suculentes. Tenen una distribució cosmopolita, però la majoria es troben a l'hemisferi nord i sud de l'Àfrica normalment en llocs calents o freds on hi escasseja l'aigua.
Aquesta família es caracteritza pel seu peculiar metabolisme i fisiologia en l'intercanvi i fixació del diòxid de carboni: el metabolisme àcid de les crassulàcies (CAM en les seves sigles angleses). Aquest consisteix a tancar els estomes durant el dia i obrir-los durant la nit de tal manera que s'evita l'evaporació excessiva d'aigua. Aquesta característica dota a les plantes crasses d'avantatges competitius en ambients àrids.

## Gèneres

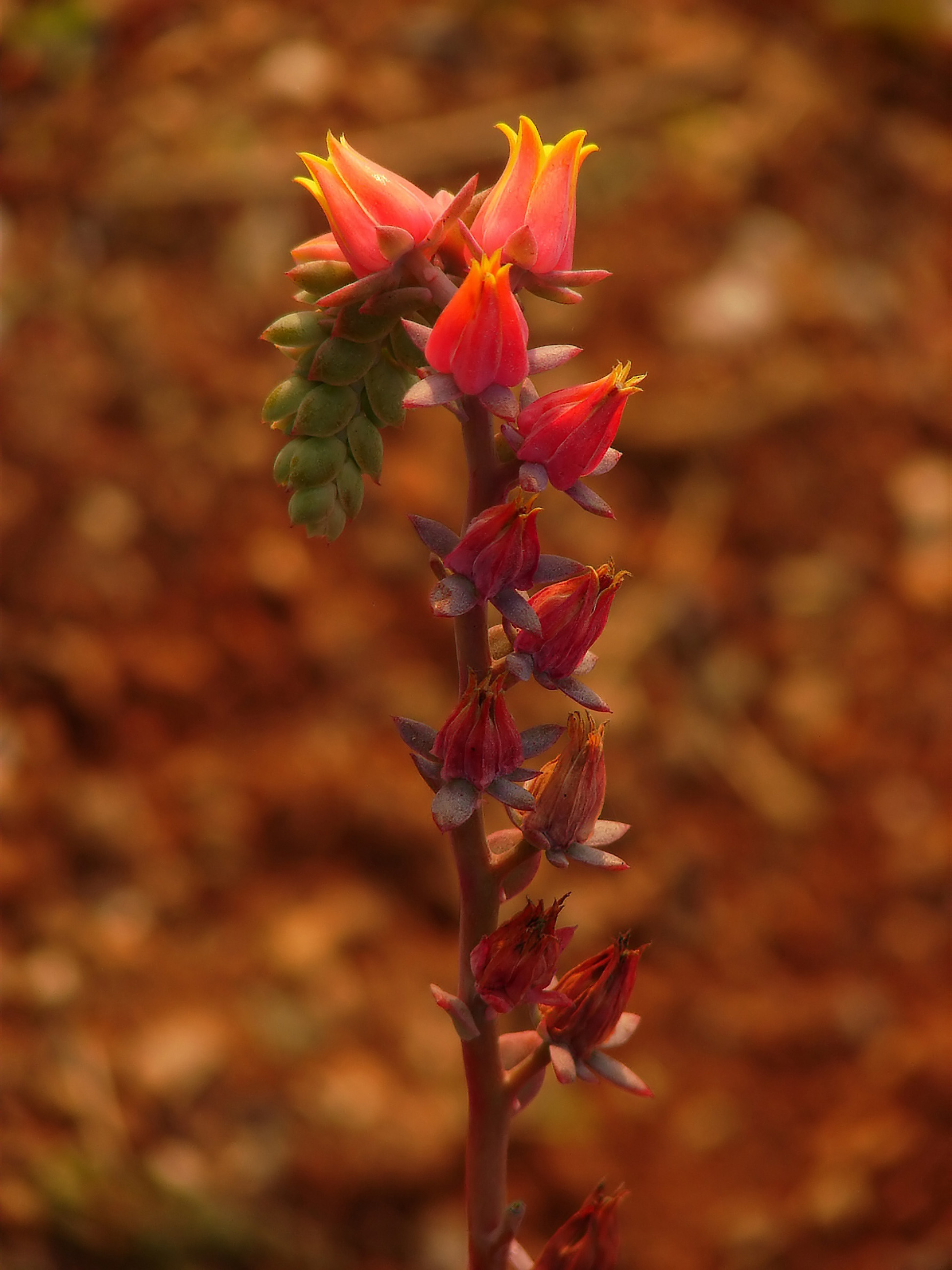
Rosularia, flor

La família inclou uns 34 gèneres i unes 1.400 espècies, distribuiïts en tres subfamílies, segons l'Angiosperm Phylogeny Group (APG) i el lloc web Taxonomicon:
- Subfamília Crassuloidees (Crassuloideae), amb 2 gèneres i 196 espècies:[1]
  - Crassula, amb 195 espècies.[1] Taxonomicon dona també el gènere Pagella, però "The Plant List"[3] el llista com a sinònim de Crassula;
  - Tillaea,[1] 2 spp., segons.[3]
- Subfamília Kalanchoidees (Kalanchoideae), amb 4 gèneres i 200 spp.[1] Taxonomicon dona una única tribu dins la subfamília, Umbiliceae:
  - Adromischus
  - Bryophyllum
  - Chiastophyllum
  - Cotyledon
  - Kalanchoe 145 spp. segons APG;[1]
  - Mucizonia, 0 sp. acceptades. V. Sedum.[3]
  - Pistorinia
  - Tylecodon 46 spp. segons APG.[1] Taxonomicon[2] no assigna aquest gènere a cap subfamília;
  - Umbilicus
- Subfamília Sempervidoidees (Sempervivoideae) compren 28 gèneres i 1005 espècies, segons el APG.[1] Taxonomicon[2] les anomena Sedoideae, i divideix la subfamília en dos tribus:
  - Tribu Echeveriae
    - Dudleya, 47 spp.;[1]
    - Echeveria, 120 spp.;[1]
    - Graptopetalum
    - Lenophyllum
    - Pachyphytum
    - Villadia

  - Tribu Sedeae
    - Aeonium
    - Aichryson
    - Diamorpha no conté noms acceptats. Vegeu Sedum.[3]
    - Greenovia no presenta noms d'espècie acceptats. V. Aeonium.[3]
    - Meterostachys, 1 sp.;[3]
    - Monanthes
    - Orostachys
    - Perrierosedum
    - Pseudosedum
    - Rhodiola, 90 spp.;[1]
    - Rosularia
    - Sedum amb 420 spp.;[1]
    - Sempervivum 95 spp.;[1]
    - Sinocrassula
- Gèneres no assignats (el nombre d'espècies acceptades és segons):[1]
  - Afrovivella, amb 1sp;
  - Altamiranoa, amb 1 sp;
  - Cremnonphila, amb 2 spp. acceptades;
  - Dudleveria, amb 1 sp.;
  - Graptoveria, 2 spp.;
  - Hylotelephium, 21 spp.;
  - Hypagophytum tampoc conté noms d'espècie acceptats;
  - Jovibarba, 1 sp. La majoria de les espècies d'aquest gènere han estat transferides a Sempervivum;[1]
  - Kungia, amb 6 spp.;
  - Ohbaea, 1sp.
  - Pachyveria, 3 spp.;
  - Parvisedum, 4spp.;
  - Phedimus, 4 spp.;
  - Poenosedum, 1 sp.;
  - Prometheum no conté noms acceptats;.
  - Rochea amb cap espècie acceptada. La majoria s'han transferit a Crassula.
  - Sedastrum, amb 1 sp. acceptada;
  - Stylophyllum, 1 sp. acceptada;
  - Tacitus, 1 sp.;
  - Tetraphyle, 1 sp.;
  - Thompsonella, 6 spp.;
  - Tolmachevia, 2 spp.;